# Kanton Huancané (Batallas)
Der Kanton Huancané ist ein Verwaltungsbezirk im Departamento La Paz im südamerikanischen Anden-Staat Bolivien.

## Lage im Nahraum
Der Kanton Huancané ist einer von sieben Cantones des Landkreises (bolivianisch: Municipio) Municipio Batallas in der Provinz Los Andes und liegt im zentralen westlichen Teil des Landkreises. Es grenzt im Norden an das Municipio Huarina, im Nordwesten an den Titicaca-See, im Westen an das Municipio Puerto Pérez, im Süden und Südosten an den Kanton Batallas, und im Nordosten an den Kanton Karhuisa.
Der Kanton erstreckt sich zwischen 16° 15' und 16° 19' südlicher Breite und 68° 33' und 68° 35' 30" westlicher Breite, er misst von Norden nach Süden bis zu sieben Kilometer und von Westen nach Osten bis zu vier Kilometer. Der Kanton besteht aus vier Ortschaften (localidades), zentraler Ort ist Huancané mit 374 Einwohnern (2012) im nördlichen Teil des Kantons.

## Geographie
Der Kanton Huancané liegt auf dem bolivianischen Altiplano zwischen den Anden-Gebirgsketten der Cordillera Occidental im Westen und der Cordillera Central im Osten. Die Region weist ein ausgeprägtes Tageszeitenklima auf, bei dem die mittleren Temperaturschwankungen im Tagesverlauf deutlicher ausfallen als im Jahresablauf.
Die Jahresdurchschnittstemperatur der Region liegt bei 9 °C, die mittleren Monatswerte schwanken nur unwesentlich zwischen 6 °C im Juli und 10 °C im November und Dezember (siehe Klimadiagramm Batallas). Der Jahresniederschlag beträgt etwa 600 mm, die Monatsniederschläge liegen zwischen unter 15 mm in den Monaten Juni bis August und zwischen 100 und 120 mm von Dezember bis Februar.

## Bevölkerung
Die Einwohnerzahl des Kantons ist in dem Jahrzehnt zwischen den beiden letzten Volkszählungen nur unwesentlich angestiegen:
| Jahr | Einwohner | Quelle           |
| ---- | --------- | ---------------- |
| 1992 | 1.095     | Volkszählung     |
| 2001 | 1.128     | Volkszählung     |
| 2012 | .         | noch keine Daten |

Aufgrund der historischen Bevölkerungsentwicklung weist die Region einen hohen Anteil an Aymara-Bevölkerung auf, im Municipio Batallas sprechen 93,9 % der Bevölkerung die Aymara-Sprache.

## Gliederung
Der Kanton Huancané gliedert sich in drei Unterkantone (vicecantones):
- Comunidad Huancané – 1 Ortschaft – 381 Einwohner (2001)
- Comunidad Igachi – 2 Ortschaften – 555 Einwohner
- Comunidad Batallas – 1 Ortschaft – 192 Einwohner